# Slag bij Aquileia
De Slag bij Aquileia vond plaats in 340. Het was een veldslag tussen twee Romeinse legers, waarbij het ene leger aangevoerd werd door keizer Constantijn II, en het andere leger door zijn jongere broer Constans I, beide zonen van keizer Constantijn I. De slag werd gewonnen door Constans en Constantijn sneuvelde.

## Achtergrond
Keizer Constantijn I had zijn opvolging niet goed geregeld. Na zijn dood was de troon drie maanden onbezet. Uiteindelijk werden zijn drie zoons in Pannonië tot keizers uitgeroepen. Constantijn II zou over Gallië, Brittannië en Spanje regeren, Constans I kreeg Italië, Africa en Illyrië en Constantijn II zou over het oostelijke deel regeren. Daarbij kwamen ze overeen dat Constantijn II als oudste als regent zou optreden over Constans die nog een tiener was.
In het voorjaar van 340 kwam het tot een openlijke ruzie tussen Constantijn en Constans over het bestuur van Italië. Constantijn verzamelde een leger en trok op tegen zijn jonger broer. Vanuit Gallië viel hij Noord-Italië binnen. Constans die op dat moment in Moesië verbleef stuurde troepen vooruit. In de buurt van Aquileia legden deze een hinderlaag voor Constantijn. Deze werd met enkele handlangers omsingeld en gedood. Zijn lichaam vond men terug in de rivier de Alsa.